# Aboubacar Adama Sylla
Pour les articles homonymes, voir Sylla (homonymie).
Aboubacar Adama Sylla, est un homme politique guinéen. 
Membre du Rassemblement du peuple de Guinée, parti de l'ancien président de la république Alpha Condé. il est le représentant la circonscription de la commune de Matoto,, à l'Assemblée nationale après les élections de mars 2020 arrive en tête avec 93.465 voix soit 83,54%. Il est le rapporteur général de la 9eme législative de la république de Guinée.